# Buenos Aires Herald
Il Buenos Aires Herald è stato un quotidiano ed un settimanale argentino in lingua inglese fondato a Buenos Aires nel 1876. Fu il primo giornale del paese a denunciare il caso dei desaparecidos.

## Storia
Il giornale fu fondato come The Buenos Ayres Herald dall'immigrato scozzese William Cathcart il 15 settembre 1876. Un anno dopo la sua fondazione la testata fu venduta e la sua impostazione cambiò radicalmente, da semplice foglio di annunci commerciali a quotidiano e vero proprio. Pur lasciando grande spazio alle notizie commerciali, il Buenos Aires Herald divenne in breve un punto di riferimento per la colonia britannica residente nella capitale argentina.
Nel 1968 la testata passò nelle mani della statunitense Evening Post Publishing Company, nello stesso anno fu nominato direttore del giornale Robert Cox. Durante gli anni della dittatura militare (1976-1983) il Buenos Aires Herald mantenne un atteggiamento critico ed ostile al regime, denunciando per primo le sparizioni forzate degli oppositori politici. Ben presto il quotidiano ed i suoi cronisti finirono nel mirino della repressione della giunta. Uno dei più noti giornalisti della redazione, Andrew Graham-Yooll, fu costretto ad abbandonare l'Argentina già nel 1976. Cox, che già era stato arrestato nel 1977, fu invece costretto a lasciare il paese nel 1979 dopo le numerose minacce rivolte a lui ed alla sua famiglia. Anche i direttori successivi, James Neilson e Dan Newland, furono oggetto di numerose intimidazioni per i loro articoli contro la giunta militare.
Durante il primo decennio del XXI secolo il Buenos Aires Herald fu interessato da una serie di passaggi di proprietà che videro protagonisti alcuni impresari legati al kirchnerismo. Nel 2007 fu comprato dall'imprenditore argentino Sergio Szpolski, il quale lo cedette poi l'anno seguente al gruppo Ámbito di Orlando Vignatti. Nel febbraio 2015 fu infine ceduto al gruppo Indalo.
Nel 2015 un giornalista della redazione online del Buenos Aires Herald lanciò per primo su Twitter la notizia della morte del procuratore federale Alberto Nisman, che da tempo indagava sulla presidente Cristina Kirchner. Nell'ottobre 2016, il quotidiano fu trasformato in un settimanale a fronte delle crescenti difficoltà societarie.
Il 31 luglio 2017 il giornale chiuse definitivamente i battenti.